# Роман Широков
Роман Николајевич Широков (рус. Рома́н Никола́евич Широ́ков; 6. јул 1981) — бивши руски фудбалер који је играо на позицији везног играча, најчешће као централни везни.
Након што је почео као омладинац ЦСКА, читаве каријере је играо за руске клубове, од којих се најбоље истакао и најдуже задржао у Зениту за који је одиграо скоро 200 утакмица у свим такмичењима и са којим је освојио првенство Русије два пута.
За репрезентацију Русије наступао је 57 пута, а постигао 13 голова. Био је у саставу Русије на три Европска првенства.

## Трофеји
Зенит
- Премијер лига Русије: 2008, 2011/12.
- Куп Русије: 2010/11.
- Суперкуп Русије: 2008, 2011.
- Куп УЕФА: 2007/08.
- УЕФА суперкуп: 2008.

ЦСКА Москва
- Премијер лига Русије: 2015/16.